# Sageretia laxiflora
Sageretia laxiflora är en brakvedsväxtart som beskrevs av Hand.-mazz.. Sageretia laxiflora ingår i släktet Sageretia och familjen brakvedsväxter. Inga underarter finns listade i Catalogue of Life.